# Petro Talantchouk
Petro Mikhaïlovitch Talantchouk (en ukrainien : Таланчук Петро Михайлович ; né le 1er juillet 1939 à Gorodishche-Kosovskoe, région de Kiev) est une personnalité politique et publique ukrainienne. Il est titulaire d'un doctorat en sciences techniques. Il est recteur de l'Institut polytechnique de Kiev (1987 à 1992) et premier ministre de l'Éducation de l'Ukraine de 1992 à 1994 du gouvernement Fokine et le gouvernement Koutchma.